# إدوين إف. هنتر
إدوين إف. هنتر هو محامي وقاضي وضابط وسياسي أمريكي، ولد في 18 فبراير 1911 في الإسكندرية في الولايات المتحدة، وتوفي في 22 فبراير 2002 في ليك تشارلز في الولايات المتحدة. نشط حزبياً في الحزب الديمقراطي. وقد انتخب عضو مجلس نواب لويزيانا ‏.